# Marató de TV3 contra l'ictus i lesions medul·lars i cerebrals traumàtiques
La Marató de TV3 contra l'ictus i lesions medul·lars i cerebrals traumàtiques va ser un acte de TV3 i Catalunya Ràdio realitzat el 18 de desembre de 2016, juntament amb la Fundació de la Marató de TV3, amb l'objectiu de recaptar fons per la sensibilització i impuls econòmic a la recerca en l'ictus i les lesions medul·lars i cerebrals traumàtiques.
Al llarg del dia es van programar més de 3.000 activitats esportives, lúdiques i culturals arreu de Catalunya per recaptar fons. El programa va començar a les vuit del matí a 'El suplement' de Catalunya Ràdio' amb Ricard Ustrell i a les 10:00 va començar l'emissió a TV3 amb Ramon Pellicer i Helena Garcia Melero. A les 14:00 es portaven recaptats 1.560.751 euros. i a les set de la tarda 3.400.877 euros. A la 01:30h acabà el programa amb 8.490.607 euros.